# Fusciphantes
Fusciphantes Oi, 1960 è un genere di ragni appartenente alla famiglia Linyphiidae.

## Distribuzione
Le otto specie oggi note di questo genere sono state rinvenute in Giappone.

## Tassonomia
Questo genere è stato rimosso dalla sinonimia con Arcuphantes Chamberlin & Ivie, 1943, a seguito di un lavoro degli aracnologi Saaristo, Tu & Li del 2006, effettuato sugli esemplari di specie tipo di Fusciphantes longiscapus reperiti da Oi nel 1960, contra un lavoro dello stesso Oi del 1964. Riaffronta l'argomento, lasciando per acquisito lo status di genere a sé, un recente studio di Tanasevitch (2010d).
Un lavoro degli aracnologi Ono, Matsuda e Saito del 2009, ha ampliato questo genere trasferendovi altre sette specie di Arcuphantes.
A giugno 2012, si compone di otto specie:
- Fusciphantes hibanus (Saito, 1992) — Giappone
- Fusciphantes iharai (Saito, 1992) — Giappone
- Fusciphantes longiscapus Oi, 1960[3] — Giappone
- Fusciphantes nojimai (Ihara, 1995) — Giappone
- Fusciphantes okiensis (Ihara, 1995) — Giappone
- Fusciphantes saitoi (Ihara, 1995) — Giappone
- Fusciphantes setouchi (Ihara, 1995) — Giappone
- Fusciphantes tsurusakii (Ihara, 1995) — Giappone